# Så grant står Östergyllen
Så grant står Östergyllen, Östgötasången, är en svensk landskapssång om Östergötland. Den är skriven av Sten Granlund. Flera tonsättningar finns, men den mest sjungna är av Gunnar Norlén.
Texten handlar om hur härlig trakten i Östergötland är med dess natur, kultur och historia. Den talar även om hur stolta invånarna är över detta. Första och sista stroferna avslutas båda med orden "vårt barndomshem, vårt fagra Östergyllen!"

## Text
Så grant står Östergyllen i sommarfager prakt
och skördarna, de gyllene, de bölja.
Väl hundra vita kyrktorn på slätten hålla vakt,
längs insjöstrand där glittervågor skölja.
Ej finns en nejd så härlig, så solig som vår bygd,
där gamla minnen sova i gröna björkars skygd,
vårt barndomshem, vårt fagra Östergyllen!
Hör skogen susar sägner från forntids dunkla natt,
ty här bröts tidigt bygd av våra fäder.
Som raka uti ryggen, var herre för sin hatt.
Ej väjde fegt för storm och hårda väder.
I deras öppna sinne ej någon falskhet sov.
Vi äro fädren lika, Östgötar, gudskelov!
Och vårt du är, du fagra Östergyllen!
När vårdkaseldar brunno, ej tröto män med svärd
till hemmets värn vid slätter och i skogar.
Nu väntas nya stordåd av sönerna som gärd.
Så framåt då till kamp vid harv och plogar!
Må gyllne skördar vagga i gröna björkars skygd!
Ej finns en nejd så härlig, så solig som vår bygd,
vårt barndomshem, vårt fagra Östergyllen!